# أحمد سامى خليفة (طبيب)
الأستاذ الدكتور / أحمد سامى محمود خليفة أستاذ طب الأطفال بقسم طب الأطفال- كلية الطب- جامعة عين شمس وهو أحد رواد طب الأطفال في مصر وعلاج أورام الأطفال.

## حياته
ولد في 14/11/1933
و توفاه الله يوم 15/8/2015

## التاريخ العلمى

### المؤهلات
- بكالوريوس الطب والجراحة دور يناير1957 (تقدير جيد جداً) – جامعة القاهرة.
- دبلوم طب الأطفال (تقدير جيد) دور أكتوبر 1959 – جامعة القاهرة.
- دبلوم أمراض باطنة (تقدير جيد جداً) دور أكتوبر1960 – جامعة القاهرة.
- دكتوراه في الطب فرع الأطفال (تقدير جيد) نوفمبر 1961 – جامعة القاهرة.
- دبلوم علوم فنية [فسيولوجيا وكيمياء حيوية (تقدير ممتاز)] أكتوبر 1964 – جامعة القاهرة.
- البورد الأمريكى لطب الأطفال يونيو 1974.

### التاريخ المهني
- طبيب امتياز من 1/3/1957 وحتى 28/2/1958 – مستشفيات جامعة القاهرة.
- طبيب مقيم من 10/4/1958 وحتى 9/4/1960 – مستشفى الأطفال ومعهد شلل الأطفال جامعة القاهرة.
- معيد أطفال من 18/8/1960 وحتى 19/7/1964 – قسم الأطفال – كلية الطب – جامعة عين شمس.
- مدرس طب الأطفال من 19/7/1964 وحتى 21/10/1969 قسم طب الأطفال – كلية الطب – جامعة عين شمس.
- أستاذ مساعد طب الأطفال من 21/10/1969 وحتى 25/10/1974 قسم طب الأطفال – كلية الطب – جامعة عين شمس.
- أستاذ طب الأطفال من 25/10/1974.
- رئيس قسم طب الأطفال من 1/8/1991 وحتى 31/7/1994.
- أستاذ متفرغ طب الأطفال من 1/8/1994 وحتى وفاته.

### المهمات العلمية
- حضور دورة تدريبية لأعضاء هيئة التدريس في أقسام الأطفال للدول النامية نظمتها هيئة أغاثة الطفولة الدولية وهيئة الصحة العالمية (في إنجلترا وأفريقيا والهند) من 1/3/1970 وحتى 28/11/1970 وذلك في علم الأطفال الاجتماعى والتعليم الطبى.
- التدرب على علاج وتشخيص أمراض الدم والأورام في مراكز أبحاث أمراض الأطفال ومستشفى الأطفال الجامعى لجامعة وين بولاية ميتشجان – الولايات المتحدة الأمريكية من 1/7/1972 وحتى 30/6/1974.

### المدرسة العلمية
- هو أحد رواد علاج أمراض الدم والأورام في مصر والعالم العربي والولايات المتحدة الأمريكية.

## التاريخ المهني
- قام بإنشاء عيادة أمراض الدم والأورام بقسم طب الأطفال – كلية الطب – جامعة عين شمس في ديسمبر 1974 كوحدة علاجية تخدم المجتمع المصرى والدول الصديقة وتعليمية للأطباء في التشخيص والعلاج.
- شغل منصب رئيس قسم طب الأطفال بكلية الطب جامعة عين شمس من 1991 حتى 1994.
- شارك في إنشاء أقسام طب الأطفال في جامعة الزقازيق وجامعة المنوفية.
- شغل منصب أستاذ زائر بجامعة وين ستيت بولاية ميتشجان – الولايات المتحدة الأمريكية.
- شغل منصب ممتحنا خارجياً بكلية الطب دبى بالإمارات العربية المتحدة وكلية الطب بجامعة الأردن.

•  كان رحمه الله ابا متفانيا في تعليم طلابه ليس فقط العلم وانما اهمية الانضباط في العمل الطبي والدقة في تشخيص المرض وعلاجه ومعاملة الاطفال وذويهم معاملة انسانية كريمة. اشرف علي ارسال البعثات الطبية للطلاب كمنح لجامعة بريستول في انجلترا حيث كان له علاقة وطيدة باساتذة طب الاطفال هناك.

## الجوائز
- حائز على نيشان الجمهورية في العلوم وجائزة الدولة التشجيعية عام 1982.
- حائز على جائزة الدولة التقديرية في العلوم الطبية عام 1998.

## عضوية اللجان العلمية
- كان عضواً باللجنة الدائمة لتحكيم ترقي أعضاء هيئة التدريس في الجامعات المصرية لتخصص طب الأطفال في فترات مختلفة.
- كان عضو بلجنة التحكيم لجوائز الدولة التشجيعية والتقديرية.

## الإشراف على الرسائل
- 85 رسالة ماجستير في طب الأطفال وأمراض الدم والأورام في الأطفال (تمت إجازتها) في كليات الطب في جامعات مصر.
- 62 رسالة دكتوراه في طب الأطفال وأمراض الدم والأورام في الأطفال (تمت إجازتها) في كليات الطب في جامعات مصر.

## الأبحاث
- نشر حوالي219 بحثا في الدوريات العالمية والمحلية.
- قام بتأليف بابين في كتابين دوليين

1. الأنيميا في الأمهات والأطفال في الدول النامية (Anemia in Mothers and Children in Developing Countries )[1]
2. نقل الدم البدلي: التغيرات البيوكيميائية والنواحي الأيضية (Exchange Transfusion: Metabolic aspects biochemical changes).[2]

- قام بنشر كتاب بعنوان: برتوكولات علاج الأورام في الأطفال.

Protocols of therapy for oncological diseases in Pediatrics (2012)

## عضوية الجمعيات العلمية
- الجمعية المصرية لطب الأطفال.
- الجمعية الطبية المصرية.
- الجمعية المصرية لأمراض الدم.
- الجمعية الإكلينيكية لطب عين شمس.
- المجموعة المصرية لطب الأورام في الأطفال.[3]
- الجمعية المصرية للسرطان.
- جمعية عين شمس لطب ورعاية الأطفال.
- الجمعية العالمية لأمراض الدم (International Society of Hematology ISH) [4]
- الجمعية الأمريكية لأمراض الدم (American Society of Hematology ASH) [5]
- الجمعية العالمية لطب الأورام في الأطفال International Society of Pediatric Oncology
- الجمعية الأوروبية لأمراض الدم (European Haematology Asspcoation EHA) [6]

## المجلات العلمية
- رئيس تحرير مجلة الأطفال المصرية.
- عضو في هيئة تحرير مجلة أمراض الدم المصرية.
- عضو في هيئة تحرير مجلة الجمعية المصرية لطب الأطفال.
- عضو في هيئة تحرير مجلة عين شمس الطبية.
- عضو في هيئة تحرير المجلة الطبية المصرية.

## المؤتمرات
حضر العديد من المؤتمرات المحلية والإقليمية والدولية في أمراض الدم والأطفال.

## وصلات
- كلية الطب (جامعة عين شمس)
- Ain Shams University Faculty of Medicine